# Relais 4 × 100 mètres masculin aux championnats du monde d'athlétisme 1997
Navigation
Göteborg 1995 Séville 1999
L'épreuve du relais 4 × 100 mètres masculin des championnats du monde d'athlétisme 1997 s'est déroulée les 9 et 10 août 1997 au Stade olympique d'Athènes, en Grèce. Elle est remportée par l'équipe du Canada (Robert Esmie, Glenroy Gilbert, Bruny Surin et Donovan Bailey).

## Résultats

### Finale
| Rang               | Pays        | Athlètes                                                                 | Temps   | Notes |
| ------------------ | ----------- | ------------------------------------------------------------------------ | ------- | ----- |
| Médaille d'or      | Canada      | Robert Esmie Glenroy Gilbert Bruny Surin Donovan Bailey                  | 37 s 86 | WL    |
| Médaille d'argent  | Nigeria     | Osmond Ezinwa Olapade Adeniken Francis Obikwelu Davidson Ezinwa          | 38 s 07 |       |
| Médaille de bronze | Royaume-Uni | Darren Braithwaite Darren Campbell Douglas Walker Julian Golding         | 38 s 14 | SB    |
| 4                  | Cuba        | Alfredo García-Baró Misael Ortíz Iván García Luis Alberto Pérez-Rionda   | 38 s 15 |       |
| 5                  | Ghana       | Abu Duah Eric Nkansah Aziz Zakari Emmanuel Tuffour                       | 38 s 26 |       |
| 6                  | Brésil      | Vicente de Lima Claudinei da Silva Robson Caetano da Silva Edson Ribeiro | 38 s 48 |       |
| 7                  | Espagne     | Frutos Feo Venancio José Jordi Mayoral Carlos Berlanga                   | 38 s 72 |       |
| 8                  | France      | Emmanuel Bangué Frédéric Krantz Gilles Quénéhervé Stéphane Cali          | DQ      |       |

## Légende
Records et Performances
- AR : Record continental (area record)
- CR : Record des championnats (championship record)
- MR : Record du meeting (meet record)
- NR : Record national (national record)
- OR : Record olympique (olympic record)
- PR : Record paralympique (paralympic record)
- PB : Record personnel (personal best)
- SB : Meilleure performance personnelle de la saison (season's best)
- WL : Meilleure performance mondiale de l'année (world leader)
- WJR : Record du monde junior (world junior record)
- WR : Record du monde (world record)

Circonstances et Conditions
- DNF : N'a pas terminé (did not finish)
- DNS : N'a pas pris le départ (did not start)
- DQ : Disqualification (disqualification)
- NM : Aucun essai valable enregistré (No Mark)
- Q : Qualifié « directement » au prochain tour (ou à la prochaine compétition), lors d'une compétition majeure, grâce au classement ou à la réalisation des minima (automatic qualifier)
- q : Qualifié au prochain tour (ou à la prochaine compétition), lors d'une compétition majeure, grâce au repêchage ou à la réalisation de l'une des meilleures performances parmi celles des « non qualifiés directement » (grâce au meilleur temps ou à la meilleure distance par exemple) (secondary qualifier)